# AT 700
AT 700, più noto come Miguelón  o anche Cranio numero 5, è il fossile di un cranio di un ominide della specie Homo heidelbergensis scoperto nella voragine di Sima de los Huesos ad Atapuerca in Spagna nel 1992, da Juan Luis Arsuaga, Eudald Carbonell e José María Bermúdez.

## Descrizione
Il fossile AT 700, il quinto teschio ritrovato nella voragine, è stato scoperto nel 1992 durante l'estate nella quale il ciclista spagnolo Miguel Indurain vinse al Giro d'Italia e al Tour de France, da cui il soprannome di "Miguelón", anche se non è noto il sesso dell'individuo.
I fossili della Sima de Los Huesos inizialmente furono collegati alla specie Homo heidelbergensis, con una datazione incerta della Sima tra 530 e 600.000 anni fa. Sono stati poi definiti proneanderthal, ovvero “antichi Neanderthal” e datati a 430.000 anni fa nel 2014 grazie a nuove analisi.
Il teschio 5 è stato ritrovato quasi intatto. L'individuo aveva circa 30 anni e riportava traumi multipli, che gli hanno causato infezioni (mascella sinistra, denti fratturati) che potrebbero averne causato la morte. Presenta anche un impatto significativo sull'osso parietale sinistro, che può essere stato causato da un altro individuopoco prima della sua morte, o subito dopo la sua morte, durante la sua caduta nella voragine.
E' esposto al Museo dell'Evoluzione umana di Burgos.